# 린 카트라이트
린 카트라이트(Lynn Cartwright, 1927년 2월 27일 ~ 2004년 1월 2일)는 미국의 영화배우이다.
로스앤젤레스에서 사망하였다. 사인은 치매이다.  할리우드 포에버 공동묘지에 매장되었다.

## 영화
- 가비지 페일 키즈 무비 (1987년)
- 러브라인스 (1984년)
- 더 시니어스 (1978년)
- 히틀러의 아들 (1978년)
- 섬씽 이블 (1972년)
- 제12순찰대 (1968년)
- 외계에서 온 여왕 (1958년)
- 크라이 베이비 킬러 (1958년)